# سیارک ۶۲۱۴
سیارک ۶۲۱۴ (به انگلیسی: 6214 Mikhailgrinev، نامگذاری:1971SN2) شش هزار و دویست و چهاردهمین سیارک کشف شده‌است که در ۲۶ سپتامبر ۱۹۷۱ کشف شد.
قدر مطلق سیارک برابر ۱۱٫۹۰ است.